# Playing Me
"Playing Me" är en sång inspelad av Jonathan Fagerlund på albumet. Flying från 2008. Den utgavs även som singel samma år.
Singeln nådde som högst fjärde plats på Sverigetopplistan. Den hamnade också på andra plats på Digilistan.

## Listplaceringar
| Lista (2014) | Topplacering |
| ------------ | ------------ |
| Sverige      | 53           |

### Fotnoter
1. ↑  ”Playing Me”. Jonathan Fagerlunds webbplats. 28 februari 2008. http://www.jonathanfagerlund.com/?sid=release&id=656&categoryID=0&bfs=1. Läst 17 oktober 2014.
2. ↑  ”SR, P3 2008-08-16”. Svensk mediedatabas. 16 augusti 2008. http://smdb.kb.se/catalog/id/002373707. Läst 17 oktober 2014.
3. ↑  ”Welcome to My World”. Swedischcharts. 28 februari 2009. http://www.swedishcharts.com/showitem.asp?interpret=Jonathan+Fagerlund&titel=Welcome+To+My+World&cat=a. Läst 16 oktober 2014.